# Lobo-mexicano
O lobo-mexicano (Canis lupus baileyi), é uma subespécie do lobo cinzento nativo do México, Arizona, Texas e Novo México, embora o seu alcance já tenha incluído o sudeste dos Estados Unidos. É o menor dos lobos cinzentos da América do Norte, e é semelhante ao Canis lupus nubilus podendo atingir um comprimento não superior a 135 cm e uma altura máxima de aproximadamente 80 cm, pode pesar entre de 27 kg a 45 kg. Os seus antepassados foram os primeiros lobos a entrar na América do Norte, como é indicado pelas características e genéticas de origem.
Embora uma vez já ter estado em alta consideração na era pré-colombiana do México, é o lobo cinzento mais ameaçado da América do Norte, tendo constantemente sido ameaçado através de uma combinação de caça, armadilhas e envenenamento. Depois de ter sido colocado no "Endangered Species Act" em 1976, alguns lobos mexicanos foram libertados em áreas de recuperação no Arizona e Novo México no final de 1990, a fim de ajudar o repovoamento desta espécie.

## Taxonomia e evolução
Tendo sido inicialmente descrito como uma subespécie distinta em 1929 por Edward Nelson e Edward Goldman por causa do seu tamanho reduzido, crânio estreito e pele escura, estudos genéticos e morfológicos indicam que o lobo mexicano é o mais basal e distinto de lobos cinzentos da América do Norte, sendo mais estreitamente relacionado com os lobos do Velho Mundo, em vez de outras subespécies do Novo Mundo. Os seus antepassados deverão ter sido os primeiros lobos cinzentos a atravessar a ponte terrestre de Bering para a América do Norte durante o Pleistoceno após a extinção do lobo Beringian, colonizando a maior parte do continente até sul empurrado pelos antepassados recém-chegados de C.L. Nubilus.

## Hibridação com coiotes

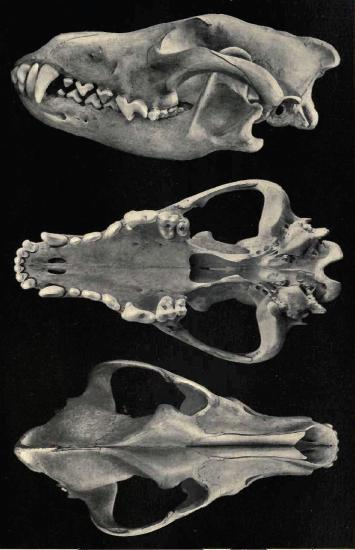
Crânio

Uma análise do DNA e cromossomas sexuais mitocondriais de lobos Mexicanos pela Universidade de Uppsala detectou a presença de marcadores de coiote em algumas amostras. No entanto estes marcadores não se encontravam presentes em populações de lobos Mexicanos em cativeiro, sugerindo que alguns lobos Mexicanos do sexo masculino começaram a acasalar com coiotes do sexo feminino.

## História
O deus asteca Xolotl retratado no Codex Fejervary-Mayer do século XV, pode ter sido baseado num lobo mexicano em vez de um cão como antes se acreditava.
O lobo mexicano foi tido em alta consideração na pré-colombiana do México, onde ele era considerado um símbolo de guerra e do Sol. Na cidade de Teotihuacan, era prática comum cruzar lobos Mexicanos com cães, a fim de produzir bons guardiões.
Infelizmente, os lobos Mexicanos também foram sacrificados em rituais religiosos, que envolviam o aquartelamento dos animais e manter as suas cabeças como vestimenta para sacerdotes e guerreiros. As restantes partes do corpo eram colocadas em câmaras funerárias subterrâneas  com uma orientação para oeste que simbolizava o nascer do Sol e o submundo. O registo mais antigo de lobo Mexicano vem de Francisco Javier Clavijero em 1780 onde é referido como “Cuetzlachcojotl” e é descrito como sendo da mesma espécie dos coiotes, mas com uma pele mais de lobo e um pescoço mais espesso.

## Declínio
Houve uma rápida redução de população de lobos Mexicanos no sudoeste EUA de entre 1915 e 1920; em meados da década de 1920, as perdas de gado para lobos tornaram-se raras. Vermon Bailey estimou que houvesse 103 lobos mexicanos no México, embora esse número tenha sido reduzido para 45 no ano seguinte. Por volta de 1927 tinham sido aparentemente extintos no México. O último lobo mexicano que se tem registo no Texas foi morto em 5 de Dezembro de 1970. O lobo Mexicano persistiu mais no México que nos Estados Unidos.

## Conservação e Recuperação

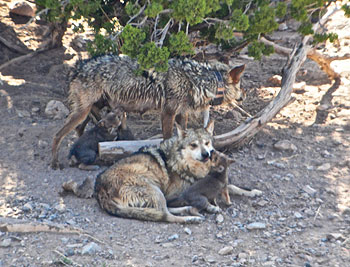
Um casal de lobos mexicanos e suas crias na Instituição de gestão de lobos de Sevilleta

O lobo Mexicano foi listado como uma espécie em vias de extinção pela Ecological Society of America em 1976. A equipa de recuperação compôs o plano de recuperação do lobo Mexicano, que apelou para o restabelecimento de pelo menos 100 lobos através de um programa de reprodução em cativeiro. Entre 1927 e 1980, quatro machos e uma fêmea grávida foram capturados em Durango e Chihuauhua, no México para atuar como fundadores de uma nova “linhagem certificada”. Em 1999, com a adição de novas linhagens, a população de lobos Mexicanos em todo o EUA e México atingiu 178 indivíduos. Estes animam criados em cativeiro foram posteriormente libertados na floresta  Nacional de Apache, no leste do Arizona.
No final de 2012, estima-se que pelo menos 75 lobos e quatro casais que vivem nas áreas de recuperação, com 27% da população constituída por filhotes. Desde 1988, 92 mortes foram registadas com 4 ocorrendo em 2012. Destas, quatro foram por tiroteios ilegais.
Tambem foram realizadas algumas libertações no México, e o primeiro nascimento de uma ninhada de lobo selvagem foi relatada no México em 2014.